# 字段
在计算机科学中，是指关系数据库中資料表的一，而資料表中的每一則是一个记录。一列有多個行。例如一個记录的內容是一個人的個人信息，那麼姓名、性别、发色就是他的字段。